# Eline Vere
Eline Vere è un romanzo scritto da Louis Couperus nel 1889. Fu pubblicato come feuilleton (romanzo a puntate) dal giornale dell'Aia Het Vaderland. È considerato un tipico esempio di romanzo naturalista.
Dal libro sono stati tratti un film (1991) e un'opera teatrale (2007).

## Trama
Eline è una ragazza di ventitré anni e abita con la sorella e il cognato, Betsy e Henk van Raat. Il racconto è ambientato nei circoli della ricca borghesia dell'Aia, alla quale appartiene anche Eline. Anche se la casa è spesso piena di ospiti, anche se Eline e Betsy escono spesso, Eline si sente sola e infelice. Eline si innamora di Otto van Erlevoort, un amico di famiglia di Betsy ed Eline. Eline adesso si sente di nuovo felice, ma la felicità non dura a lungo: Eline non sa che fare con i suoi sentimenti e rompe il fidanzamento con Otto. In seguito alla rottura del fidanzamento Eline attraversa un lungo periodo di infelicità. Litiga con Betsy e va via di casa. Alla fine lo zio Daniel suo ex tutore, decide insieme a Betsy che è meglio per Eline allontanarsi dall'Aia. Allora Eline va a Bruxelles con lo zio e inizia una serie di viaggi con lui e sua moglie Elize. Ma i viaggi e le distrazioni non la rendono felice. Tornata all'Aia, Eline è triste come quando era in viaggio. Dopo aver vissuto per un po' con la madre di Henk, la signora van Raat, Elide decide di tornare a Bruxelles a casa di Daniel ed Elize. Lì incontra St. Clare, un americano amico di suo cugino Vincent, che la chiede in moglie. Eline non sa che cosa rispondere e chiede a St. Clare del tempo per riflettere. Tornata all'Aia, Eline ha un nuovo periodo di solitudine e melanconia. Alla fine prende troppi sonniferi e muore.
Oltre alla storia di Eline, il libro racconta anche le storie di altre persone. Tutti i personaggi del romanzo sono, come Eline, dei ricchi borghesi.

## Significato del romanzo nella storia della letteratura
Eline Vere fu pubblicato la prima volta nel 1889 Per quanto riguarda la letteratura, il XIX secolo fu sotto il segno del Romanticismo. Ma i caratteri del Romanticismo letterario, come per esempio la ribellione, l'umorismo e l'attenzione per il sogno e la fantasia, non si trovano affatto in questo romanzo. Alla fine del XIX secolo infatti si affermò il naturalismo. Questa corrente è caratterizzata da determinismo (la vita di ciascuno è predeterminata da ereditarietà, educazione e ambiente), fatalismo (il credere nel destino), pessimismo (tristezza) e dalle personalità patologiche (personalità che divergono dal normale comportamento).
Con Eline Vere Couperus ha scritto un romanzo naturalista. Tutti i caratteri di questa corrente letteraria infatti sono presenti nella personalità di Eline. Eline è una ragazza nervosa che crede fortemente nel destino e ha una visione tetra della vita. Soprattutto è presente nel libro il fatalismo, non solo in Eline ma anche in altri personaggi. Inoltre Eline ha una personalità patologica: si comporta in modo diverso dal normale a causa dei suoi pensieri insoliti. Per esempio, Eline comincia a fare una passeggiata ogni mattina, anche se è il tempo è brutto, quando si innamora di un cantante d'opera. Questo comportamento attira l'attenzione dei conoscenti, che la guardano in modo strano. Inoltre Eline ha un carattere molto nervoso e anche questa è una caratteristica del naturalismo. In Eline si esprime anche il determinismo: la ragazza non si sente libera di andare dove vuole a causa dell'ambiente ricco in cui è cresciuta.
Il naturalismo non era un filone del Romanticismo, ma costituiva una corrente separata. I romanzi naturalisti presentavano una prospettiva psicologica e per questo sono considerati precursori dei romanzi psicologici. Quindi anche Eline Vere appartiene al genere del romanzo psicologico.
Oltre a Elive Vere, Couperus ha scritto anche altre opere naturaliste: il racconto De Binocle, storia di un uomo nervoso, fatalista, affetto da acrofobia, e Het noodlot (Il destino), dove il fato ha un ruolo fondamentale.

## Temi e stile di scrittura
Un tema molto importante e ricorrente nel libro è il destino. Eline crede che il destino determini la sua vita perché anche il cugino Vincent crede ciecamente nel destino. 
Un altro tema del libro è la malinconia. Eline è quasi sempre in uno stato d'animo malinconico e a volte dice di non voler più vivere, perché la vita le porta solo infelicità. Anche altri personaggi hanno ogni tanto dei momenti di malinconia. 
L'amore è un altro tema presente nel libro. Eline stessa, ma anche altri membri della ricca borghesia e conoscenti di Eline come Frédérique, Lili e George, hanno a che fare con l'amore. Per la maggior parte dei personaggi alla fine le pene d'amore hanno un esito positivo, ma per Eline non è così. Così il tema dell'amore è collegato strettamente al tema della malinconia.
Due elementi che caratterizzano la personalità di Eline sono il nervosismo e l'ipersensibilità, due elementi molto evidenti nel libro. Tutti questi temi insieme formano il tema centrale del libro: una ragazza nervosa e ipersensibile lotta con i suoi sentimenti e si sente sola e infelice.
Eline Vere fu pubblicato nel 1889, quindi alla fine del XIX secolo. Lo stile di scrittura del libro è abbastanza antiquato, come si vede sia nella grafia di determinate parole, sia nell'uso della lingua. Nel libro ci sono molti francesismi, e ciò dipende dal fatto che la ricca borghesia olandese in passato parlava il francese per differenziarsi dalle classi più basse.